# Podul Cosăuți–Iampol
Podul Cosăuți–Iampol este în prezent (2023) un viitor pod care urmează să conecteze Republica Moldova și Ucraina, urmând să fie edificat peste râul Nistru între localitățile Cosăuți din  raionul Soroca al Republicii Moldova și Iampol din raionul Iampol, regiunea Vinița din Ucraina. Structura respectivă va fi inclusă în rețeaua transeuropeană de transport.

## Istoric
În locația respectivă a funcționat un bac plutitor pe cablu.
Datorită stării tehnice a mijloacelor plutitoare care, deserveau anterior punctul de trecere a frontierei fluviale dintre Cosauți și Iampol și care, prezentau pericol pentru siguranţa călătorilor, expolatarea acestuia a încetat în anul 2021.

## Rol
În Ucraina, podul se va conecta la șoseaua T0202 (Moghilău–Iampol–Krîjopil–Berșad–Uman), iar în Republica Moldova la șoselele R14.1 și R14. Prin intermediul acestora, vor fi asigurate conexiuni în Ucraina spre Kiev prin intermediul drumurilor expres P08 spre Viniţa şi ulterior drumul în regim de autostrada M12, apoi M21 (spre Jitomir) și respectiv M06, iar în Republica Moldova spre Soroca și Chișinău (de-a lungul șoselei șoseaua M2). Legătura între Kiev și Chișinău se va face astfel cu ocolirea Transnistriei, chiar dacă cel mai scurt traseu rămâne cel prin Dubăsari și mai departe prin intermediul  Drumului European E95⁠(en)[traduceți].

## Caracteristici constructive
În luna august 2023 fuseseră pornite de către partea ucraineană lucrările la drumurile de acces spre sediul viitorul pod, dar acestea au fost oprite din cauză invaziei Rusiei în Ucraina. Podul ar urma să aibă o lungime de circa 1.400 m și câte o bandă pe sens, din motive finaciare impuse de război fiind abandonat proiectul inițial antebelic, ce prevedea să existe câte două benzi pe sens.
Din lungimea totală a viitoarei structuri, podul în sine va avea 641 de metri, acesta urmând să fie completat de o estacadă de aproximativ 667 de metri pe partea ucraineană. Pe lângă cele două benzi de circulație au fost proiectate să existe două benzi de siguranță, două piste pentru biciclete și două piste (trotuare) pietonale, câte una pe ambele sensuri..

## Finanțare
Finanțarea ar urma să fie asigurată integral de către Ucraina, pentru pod, în timp ce infrastructurile de conexiune revine fiecărei dintre cele două țări, în parte.

## Vezi si
- Relațiile dintre Republica Moldova și Ucraina
- Lista punctelor de trecere a frontierei din Republica Moldova